# Supercoppa Primavera 2015
La Supercoppa Primavera 2015 si è disputata il 14 novembre 2015 allo Stadio Olimpico di Torino.
La sfida ha visto contrapposte le formazioni Primavera del Torino, squadra campione d'Italia 2014-2015 e al debutto nel torneo, e della Lazio, detentrice della Coppa Italia Primavera 2014-2015 (nonché della Supercoppa Primavera 2014).
Il trofeo è stato conquistato dal Torino, vincitore per 2-1 ai tempi supplementari. Essendo stata la sua prima partecipazione, si tratta del primo successo per la società granata in questa competizione.

## Tabellino
| Arbitro: | Mainardi (Bergamo) |

|                           |           |                |
| Berardi 77’ Bortoluz 104’ | Marcatori | 46’ Cardoselli |

| Torino | Lazio |